# 沙布勒
沙布勒（法語：Châbles，法語發音：[ʃabl]）是瑞士弗里堡州的旧市镇，位於該國西部，面積4.74平方公里，海拔高度571米，2011年人口695，六成人口信奉羅馬天主教，人口密度每平方公里147人。2017年，沙布勒与市镇谢尔合并为新市镇谢尔-沙布勒。

## 外部連結
- 官方网站 （页面存档备份，存于） （法文）

46°49′32″N 6°48′29″E / 46.82556°N 6.80806°E